# Bembidion coeruluscens
Bembidion coeruluscens är en skalbaggsart som beskrevs av Vandyke. Bembidion coeruluscens ingår i släktet Bembidion och familjen jordlöpare. Inga underarter finns listade i Catalogue of Life.